# داريوس كامبل
داريوس كامبل (بالإنجليزية: Darius Campbell)‏ هو مغني وكاتب أغاني ومغني أوبرا بريطاني، ولد في 19 أغسطس 1980 في غلاسكو في المملكة المتحدة.

## وصلات خارجية
- داريوس كامبل على موقع IMDb (الإنجليزية)
- داريوس كامبل على موقع ميوزك برينز (الإنجليزية)
- داريوس كامبل على موقع ميوزك برينز (الإنجليزية)
- داريوس كامبل على موقع ديسكوغز (الإنجليزية)
- داريوس كامبل على موقع قاعدة بيانات الفيلم (الإنجليزية)